# Turnerina
Turnerina là một chi bướm ngày thuộc họ Bướm nâu.